# MG ZS EV
De MG ZS EV is een elektrische auto van automerk MG uit China, en is sinds 2019 in Nederland en andere landen binnen Europa leverbaar. In 2022 is een vernieuwd model met kleine wijzigingen in het uiterlijk uitgekomen.

## Specificaties
Gegevens van de 'Standard Range'-uitvoering.

### Vervoer
De auto biedt 5 zitplaatsen, waarvan 2 geschikt zijn voor Isofix-kinderzitjes. Er is standaard 448 liter kofferbakruimte beschikbaar, die uitgebreid kan worden tot maximaal 1166 liter. De auto heeft dakrails, maar er is geen daklast toegestaan. Verder is de auto voorzien van een trekhaak, waarmee maximaal 500 kg getrokken mag worden. 

### Accu
De auto heeft een 51,1 kWh grote tractiebatterij waarvan 49 kWh bruikbaar is. Dit resulteert in een WLTP-gemeten actieradius van 320 km, wat neerkomt op 270 km in de praktijk.

### Opladen
De accu van de auto kan standaard worden opgeladen via een Type 2-connector met laadvermogen van 6.6 kW door gebruik van 1-fase 29 ampère, waarmee de auto in 8,75 uur van 0 % naar 100 % geladen kan worden. Bij gebruik van een snellader met een CCS-aansluiting kan een laadsnelheid van maximaal 75 kW worden bereikt, waarmee de auto in minimaal 43 minuten van 10 % naar 80 % geladen kan worden, wat neerkomt op een snellaadsnelheid van 260 km/u. 

### Prestaties
De elektronische aandrijflijn van de auto kan 130 kW of 177 pk aan vermogen leveren, waarmee de auto met 280 Nm koppel in 8,6 seconden kan optrekken van 0 naar 100 km/u. De maximale snelheid die bereikt kan worden is ongeveer 175 km/u. 

## Galerij

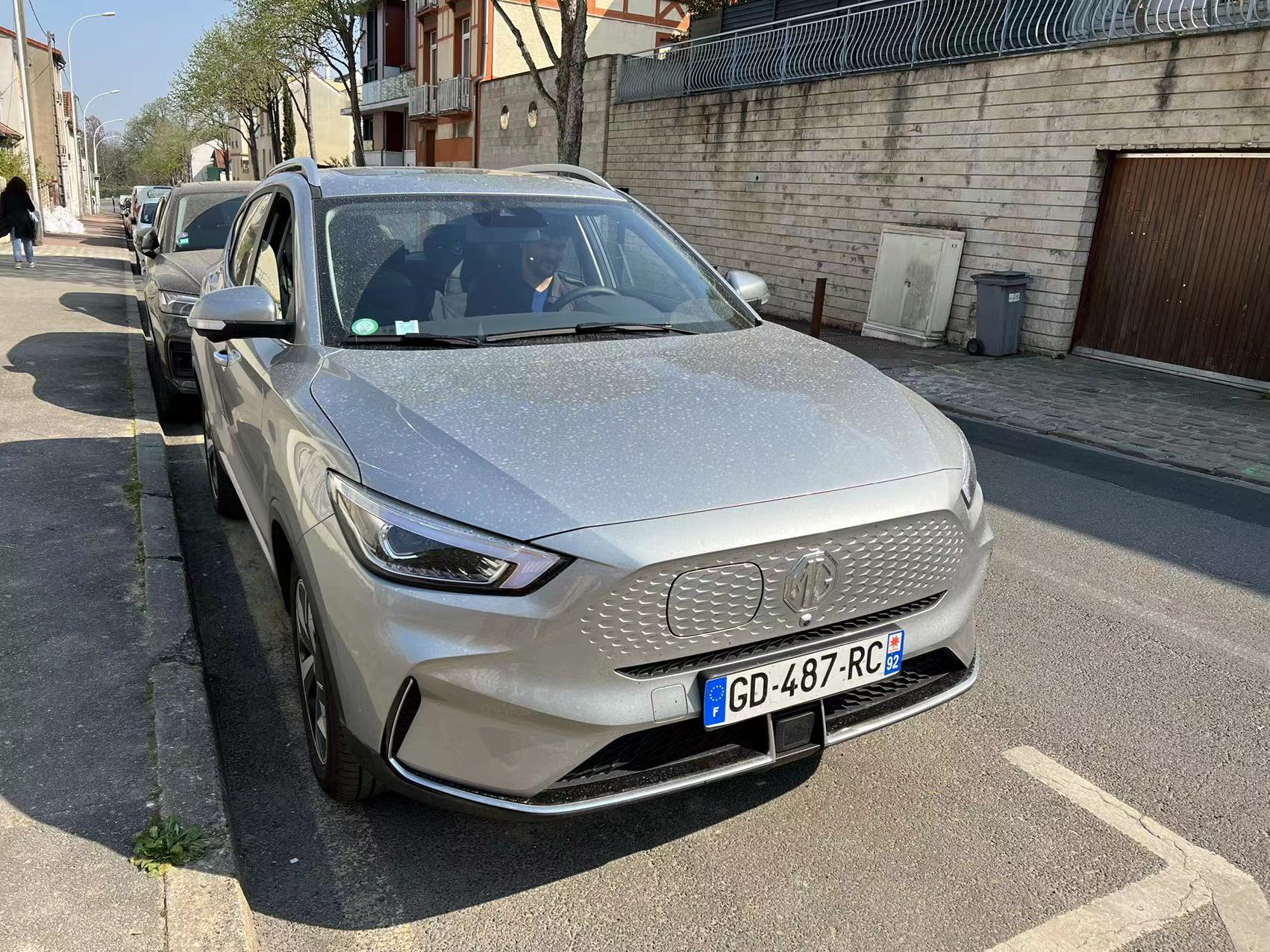
Voorkant (modeljaar 2022)
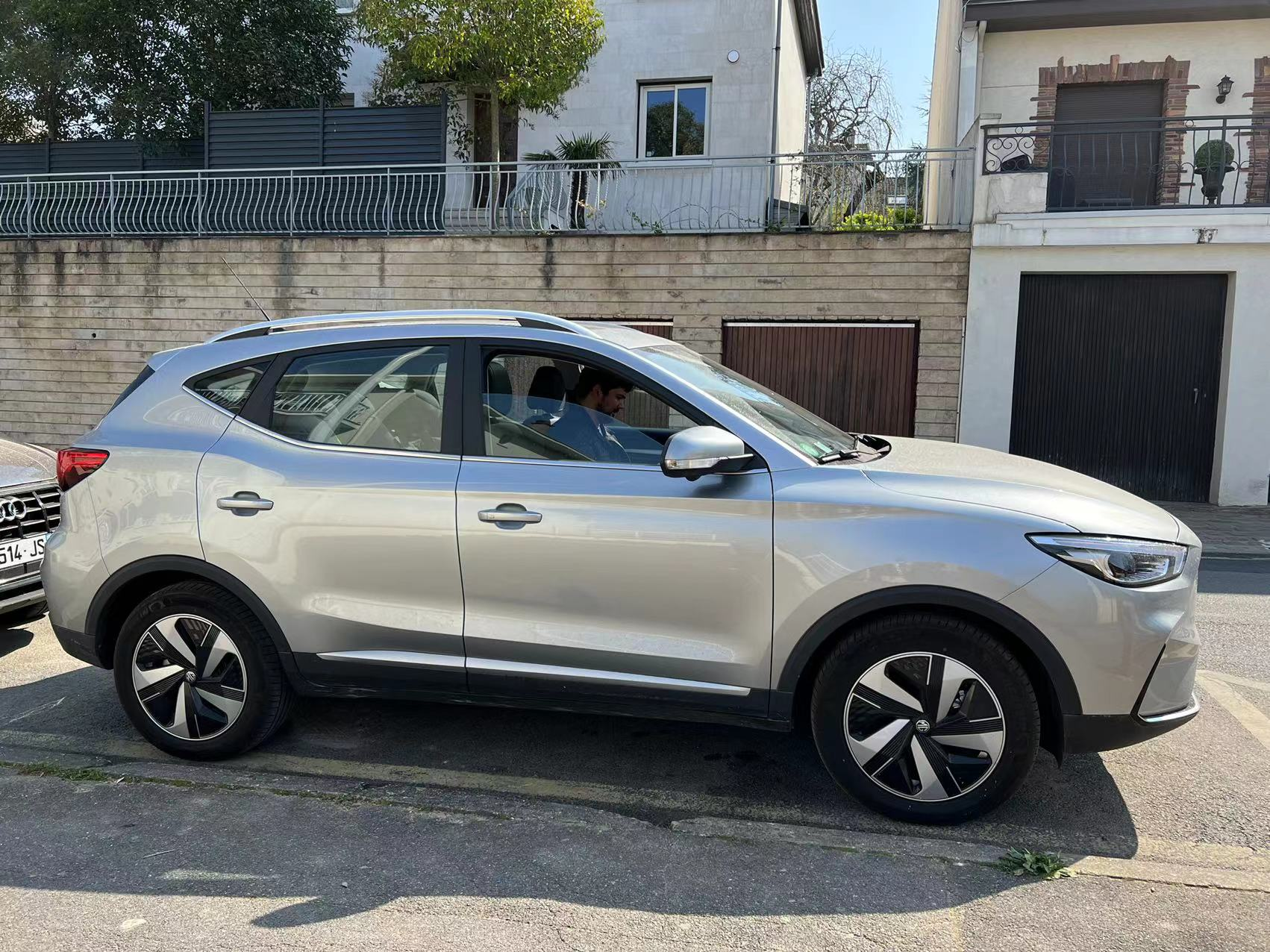
Zijkant (modeljaar 2022)
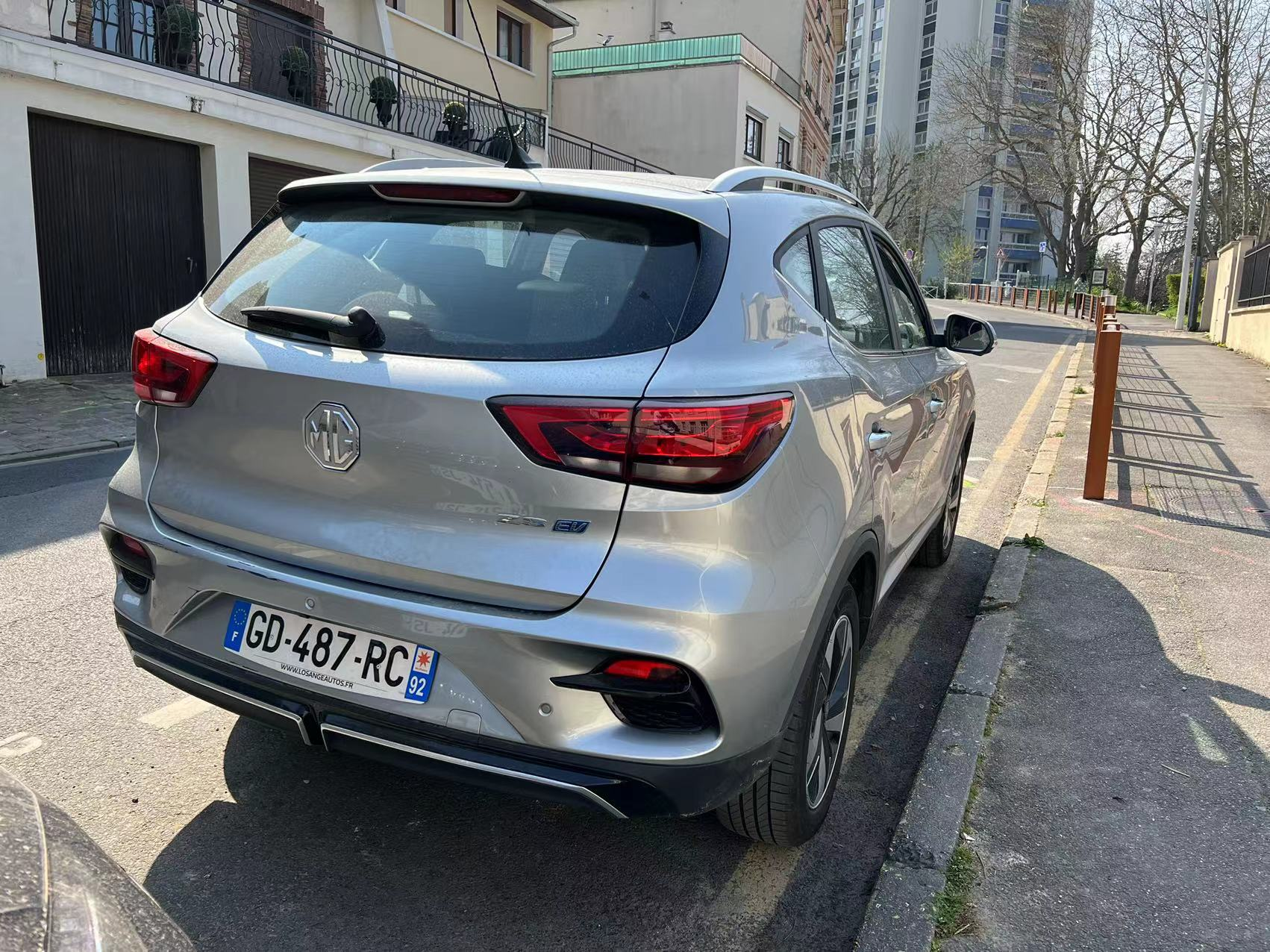
Achterkant (modeljaar 2022)
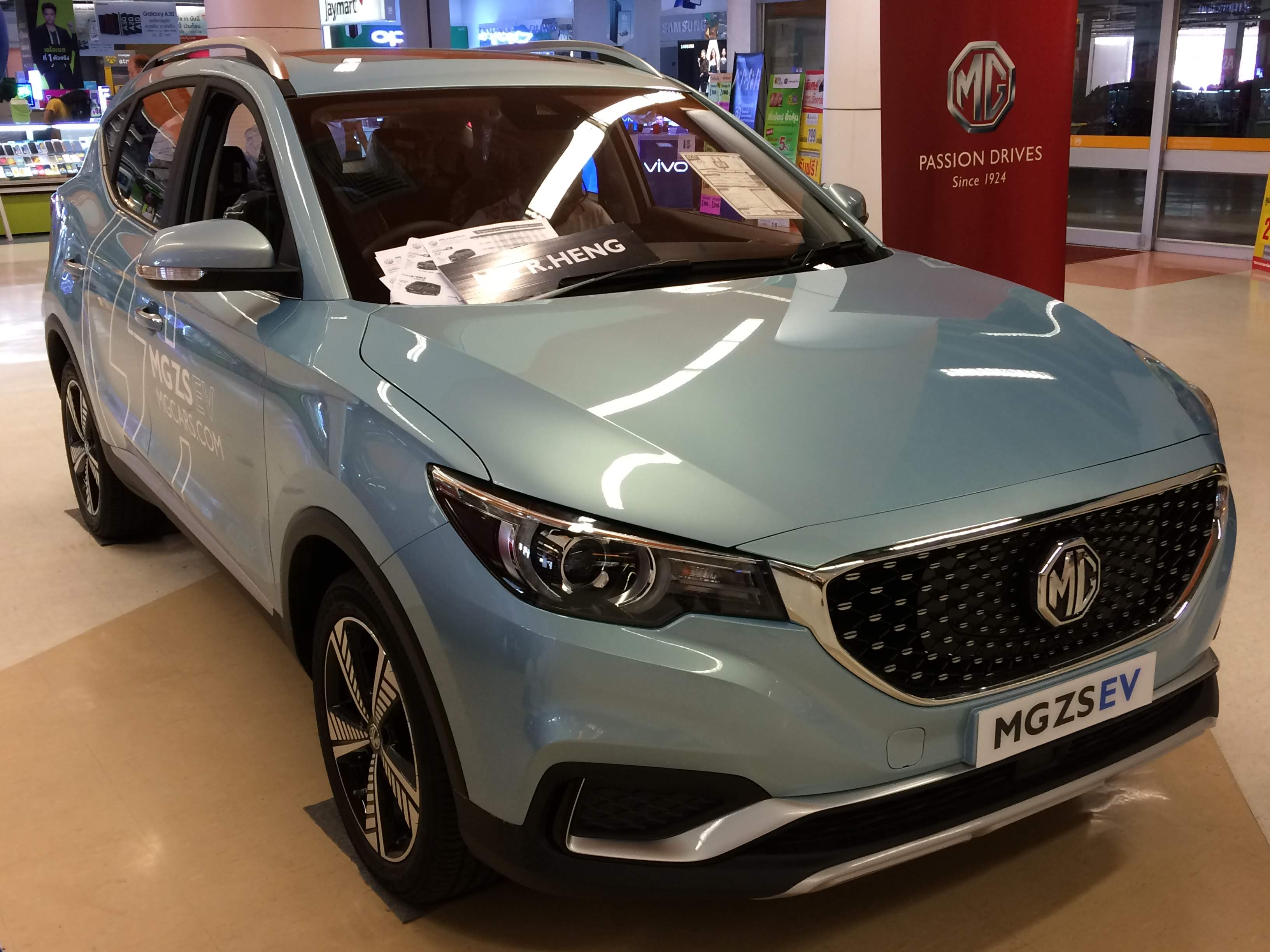
MG ZS EV modeljaar 2019